# کوتسانووو
کوتسانووو (به لهستانی:  Kocanowo) یک روستا در لهستان است که در گمینا پوبیجسکا واقع شده‌است.